# Assedio di Capua (211 a.C.)
L'assedio di Capua si svolse a più riprese negli anni 212-211 a.C. da parte dei Romani nei confronti dei Campani, alleati di Annibale. Le forze romane erano comandate da due consoli, Quinto Fulvio Flacco e Appio Claudio Pulcro. I Romani, inizialmente sconfitti, riuscirono a ritirarsi in buon ordine. Annibale poté così temporaneamente rompere il blocco romano intorno a Capua. Una vittoria temporanea per i Cartaginesi che non poterono però evitare la caduta della città, posta nuovamente sotto assedio l'anno seguente.

## Contesto storico
Dopo la schiacciante vittoria a Canne (216 a.C.), Annibale raggiunse i primi importanti risultati politico-strategici. Alcuni centri cominciarono a abbandonare i Romani, come Campani, Atellani, Calatini, parte dell'Apulia, i Sanniti (ad esclusione dei Pentri), tutti i Bruzi, i Lucani, gli Uzentini e quasi tutto il litorale greco, i Tarentini, quelli di Metaponto, di Crotone, di Locri e tutti i Galli cisalpini, e poi Compsa, insieme agli Irpini. Non si arrese invece Neapolis, rimasta fedele a Roma.
Il comandante cartaginese inviò a sud nel Bruzio il fratello Magone con una parte delle sue forze, per accogliere la resa di quelle città che abbandonavano i Romani e costringere con la forza quelle che si rifiutavano di farlo.

### Anno 216 a.C.: Annibale in Campania dopo la disfatta romana di Canne
Annibale, invece, con il grosso dell'esercito, si diresse in Campania dove riuscì ad ottenere dopo una serie di trattative la defezione di Capua che a quell'epoca era ancora, per importanza, la seconda città della penisola, dopo Roma. Livio la definisce:
(Livio, XXIII, 2.1.)
Livio riferisce che la città venne consegnata al condottiero cartaginese grazie alla trattativa messa in atto da Pacuvio Calavio, un nobile capuano, il quale teneva sottomesso a sé ed alla plebe, il senato cittadino. Le condizioni del trattato sembra fossero le seguenti:
- nessun magistrato militare o civile cartaginese avrebbe avuto alcun diritto su di un cittadino campano;
- nessun cittadino campano era obbligato a fare il servizio militare o potesse esercitare un ufficio contro la sua volontà;
- Capua continuava a conservare i propri magistrati e le sue leggi;
- Annibale consegnava ai Campani trecento prigionieri romani, per permettere loro di effettuare uno scambio con quei cavalieri campani che militavano in Sicilia.[15]

I cittadini campani, poi compirono altre azioni di loro iniziativa, come quella di arrestare i prefetti romani degli alleati, oltre ad alcuni cittadini romani, e col pretesto di tenerli sotto custodia, li chiusero nei bagni. A causa del calore asfissiante, morirono tutti in modo atroce. Pochi furono quelli che si opposero all'alleanza campana con Annibale, tra questi ricordiamo Decio Magio, il quale poco dopo venne mandato in esilio; e raggiunte le coste della Cirenaica, venne liberato dal monarca Tolomeo IV, che gli permise di far ritorno a Capua o a Roma. Magio però preferì rimanere in Egitto, sotto la protezione del sovrano della dinastia tolemaica.
Intanto Annibale fece il suo ingresso in città, dove venne ospitato presso i Ninnii Celeri, Stenio e Pacuvio, illustri per nobiltà e ricchezza. Qui Pacuvio Calavio condusse il proprio figlio, strappato a viva forza al fianco di Decio Magio, col quale si era schierato a favore dei Romani. Pacuvio, una volta appreso dal figlio che avrebbe voluto uccidere il condottiero cartaginese, riuscì a distoglierlo da simili propositi, evitando che lo stesso andasse incontro a morte certa. Annibale convocò, quindi, il senato cittadino, lo ringraziò per aver anteposto la sua amicizia all'alleanza con i Romani e promise loro che, una volta terminata la guerra, Capua sarebbe stata a capo dell'Italia e che anche i Romani avrebbero ricevuto dalla stessa nuove leggi.

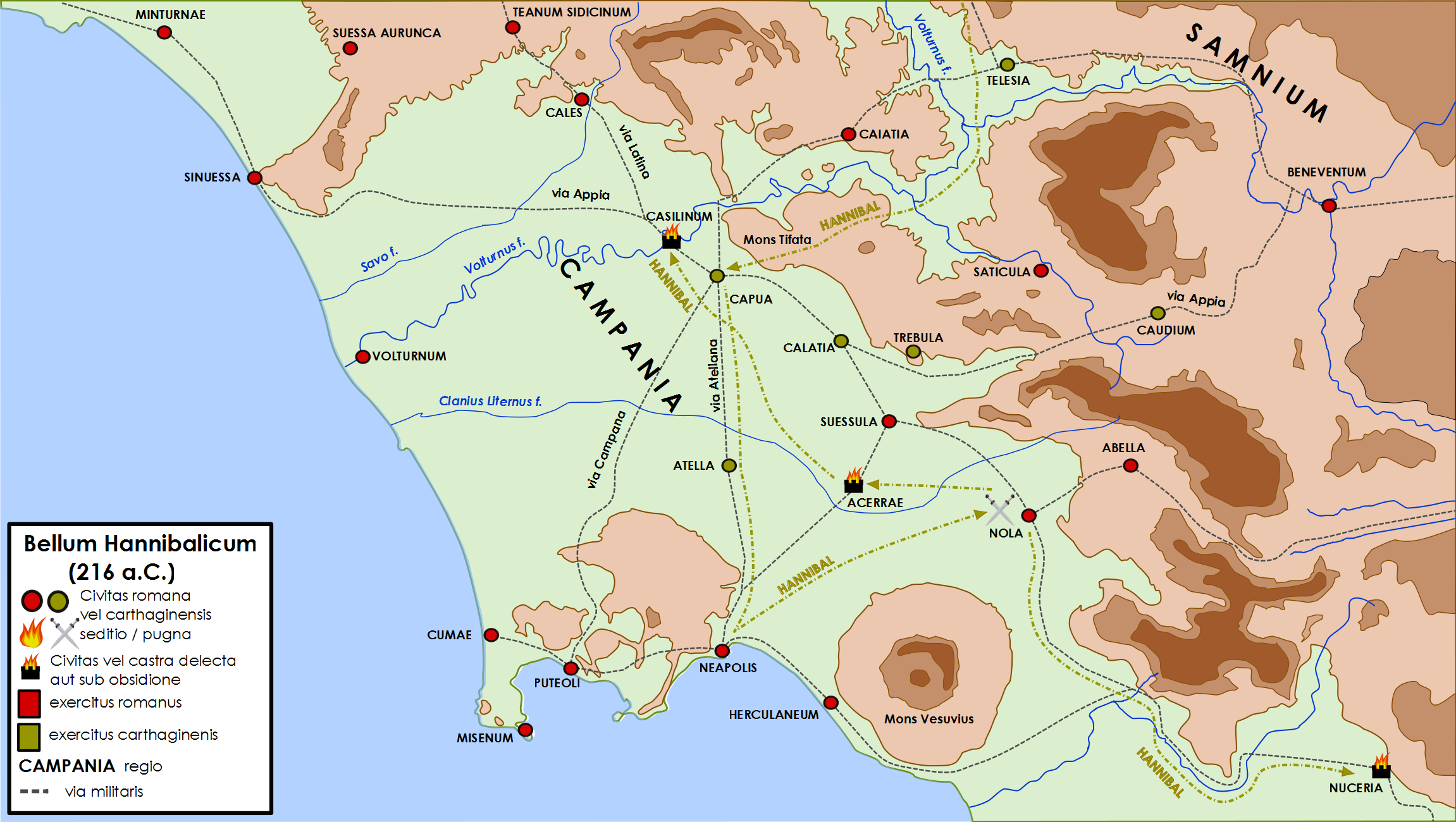
Campagna di Annibale in Campania 216 a.C. dopo la battaglia di Canne

Annibale, dopo aver ottenuto l'alleanza della seconda città più popolosa della penisola italica, dopo Roma, riprese le operazioni in Campania, tentando invano di sottomettere Neapolis, conducendo il suo esercito nel territorio di Nola con la speranza che anche questa città si arrendesse senza far ricorso alle armi. Fu solo l'arrivo dell'esercito del pretore Marco Claudio Marcello a far cambiare i piani di Annibale, il quale abbandonò Nola e si diresse su Nuceria, che fu saccheggiata e data elle fiamme.
Il condottiero cartaginese, avendo perduto la speranza di occupare Nola, dopo un secondo tentativo in cui sembra abbia perduto quasi tremila armati, si diresse su Acerra. Marcello allora fece chiudere le porte e dispose le sentinelle perché nessuno potesse più uscire. Promosse un processo contro quelli che avevano avuto colloqui segreti con il nemico e ne fece decapitare più di settanta per alto tradimento. Dispose inoltre che i loro beni fossero confiscati e divenissero di proprietà del popolo romano e affidò il governo cittadino al senato. Quindi partì anch'egli e pose gli accampamenti sulle alture che sovrastano Suessula.
Il comandante cartaginese, inizialmente tentò di convincere la città di Acerra a consegnarsi volontariamente e arrendersi a lui. Ma quando vide che i suoi cittadini erano risoluti nella loro fedeltà a Roma, decise di porla sotto assedio. Gli Acerrani, avendo capito che la difesa della loro città era alquanto disperata e prima che le trincee poste attorno alla città fossero messe in comunicazione tra loro, preferirono fuggire nel silenzio della notte, attraverso le interruzioni delle trincee cartaginesi, cercando rifugio in quelle città della Campania, ancora alleate a Roma. Annibale, saccheggiata ed incendiata Acerra, quando venne a sapere che il dittatore romano, Marco Giunio Pera, aveva convocato a Casilinum nuove legioni, onde evitare nuove sedizioni a Capua, cercò di anticipare le mosse romane e diresse il suo esercito a Casilinum, che a quel tempo era occupata da una forza di 570 Prenestini, pochi Romani e una coorte di 460 uomini, spinti dalla notizia della disfatta di Canne. Questo numero di armati sembrava sufficiente a difendere le mura di una cittadina tanto piccola, per di più in gran parte circondata dal fiume Volturno. La mancanza di grano però fece sembrare eccessivo il numero di truppe qui asserragliate.
E così Annibale, essendo ormai prossimo a Casilinum, mandò in avanscoperta i Getuli sotto il comando un ufficiale di nome Isalca, per trattare la resa della cittadina, prima in modo amichevole e, in caso negativo, dando l'assalto alla stessa. Le truppe alleate dei Romani, per nulla intimoriti, riuscirono a più riprese a respingere gli assalti dei Cartaginesi, che avevano ormai messo sotto assedio la cittadina. Giunto ormai l'inverno, Annibale preferì fortificare l'accampamento, affinché i Casilini non credessero che avrebbe abbandonato l'assedio, e ritirarsi con il grosso dell'esercito nella vicina Capua.

#### Ozi di Capua (inverno 216/215 a.C.)

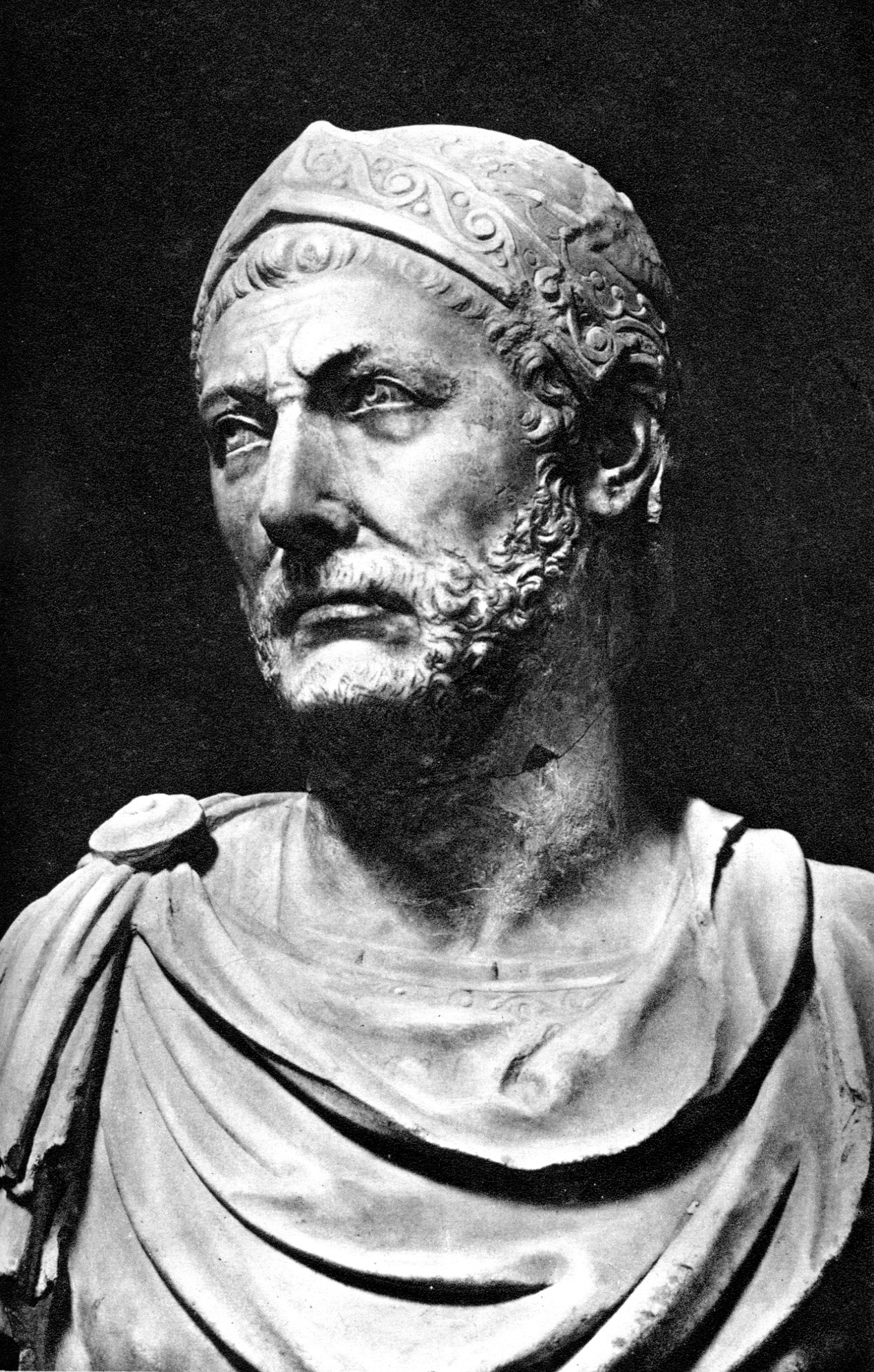
Busto di Annibale (Museo archeologico nazionale di Napoli), uno dei maggiori strateghi della storia antica

Tito Livio racconta che il comandante cartaginese tenne nelle case della città campana le truppe, per la maggior parte dell'inverno. L'esercito cartaginese che spesso e a lungo si era rinvigorito contro ogni disagio umano, non era abituato agli agi della vita cittadina. E fu così che:
(Livio, XXIII, 18.11-12.)
Livio critica la scelta di aver trascorso l'inverno a Capua, poiché ritiene che l'esercito cartaginese non ottenne mai più l'antica disciplina. Essi rimasero impigliati in tresche con donne locali. Altri, una volta riprese le marce e le numerose fatiche militari, si sentirono mancare le forze fisiche e psicologiche, quasi fossero tornati ad essere delle semplici reclute. Furono poi molti a disertare per poter far ritorno a Capua, senza aver ottenuto alcuna licenza. Queste affermazioni vennero però contestate dallo storico italiano, Gaetano De Sanctis, il quale attribuì la riscossa romana, non tanto al fatto che i Cartaginesi si rilassarono con i famosi «ozi capuani», ma alla tenacia e disciplina delle armate romane.
Gli uomini di Annibale ebbero finalmente la possibilità di riposare godendo dalla calorosa accoglienza della popolazione locale. La tradizione storiografica romana, in particolare Tito Livio, ha enfatizzato l'importanza di questi cosiddetti "ozi di Capua" che avrebbero compromesso la solidità e la combattività dell'esercito annibalico, fiaccato dalle libagioni e dai piaceri del soggiorno nella città campana. Questa interpretazione tradizionale peraltro non trova riscontro in Polibio ed è stata fortemente messa in dubbio dalla storiografia moderna che la ritiene tendenziosa e sostanzialmente errata; in particolare si è evidenziato come anche dopo l'inverno di riposo a Capua, Annibale e il suo esercito dimostrarono la loro superiorità e furono in grado per altri dieci anni di rimanere in campo in Italia senza subire reali sconfitte e senza che gli eserciti romani riuscissero a cacciarli dalla penisola.

### Anno 215 a.C.: da Cuma a Nola
Il condottiero cartaginese quindi risalì verso l'importante centro di Casilinum che riuscì a occupare dopo un lungo assedio prolungatosi per alcuni mesi. Contemporaneamente il dittatore romano, Marco Giunio Pera, svernava con l'esercito non molto distante da lui, a Teanum Sidicinum. Claudio Marcello tornò in Campania, dopo che era stato eletto proconsole; allo stesso vennero affidate le due nuove legioni urbane, che furono prima convocate a Cales e poi trasferite nell'accampamento sopra Suessula. Contemporaneamente le due legioni superstiti di Canne vennero condotte in Sicilia con il pretore Appio Claudio Pulcro, mentre quelle siciliane vennero trasferite a Roma.
I due nuovi consoli, Quinto Fabio Massimo Verrucoso e Tiberio Sempronio Gracco, si divisero tra loro l'esercito. A Fabio toccò quello accampato presso Teanum Sidicinum, che in precedenza era stato posto sotto il comando di Marco Giunio Pera; a Sempronio gli schiavi (volones) arruolatisi volontariamente e più di 25 000 alleati che si trovavano non molto distanti da Casilinum. A Marcello venne affidato nuovamente l'esercito che stava a difesa di Nola, presso Suessula, come proconsole.

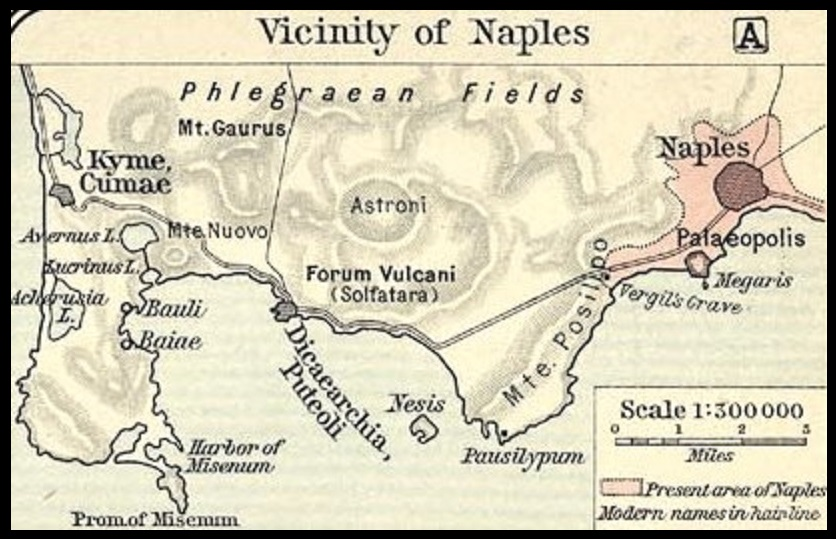
Il golfo di Napoli e la vicina Cuma (in alto a sinistra) che fu presa d'assedio da Annibale

Frattanto i Campani presero l'iniziativa di ridurre in loro potere la città di Cuma, sollecitando dapprima i Cumani ad abbandonare l'alleanza con i Romani, e poiché che non riuscirono a sortire alcun effetto, provarono ad impadronirsene con l'inganno. A Tiberio Gracco venne inviata un'ambasceria, dove il console veniva informato di ciò che i Campani stavano tramando nei confronti dei Cumani e che, tre giorni più tardi, avrebbero dovuto recarsi presso Hamas (o Hamae) ad incontrare il senato e l'esercito riunito campano. Gracco allora consigliò ai Cumani di raccogliere più provviste possibili all'interno della città e di rimanervi. Egli intanto mosse l'intero esercito verso Hamas (che distava 3 000 passi, pari a circa 4,5 km) il giorno prima della celebrazione del sacrificio. La battaglia che ne seguì volse a favore dei Romani e dei Cumani. Furono infatti uccisi più di 2 000 Campani, oltre al loro stesso condottiero, Mario Alfio. Le perdite romane furono invece meno di 100. Gracco, una volta impadronitosi dell'accampamento nemico, si affrettò a ritirarsi dentro le mura di Cuma, per timore che Annibale potesse raggiungerlo rapidamente, essendo lo stesso posizionato sul Monte Tifata, a nord-est di Capua.
Il giorno seguente, il condottiero cartaginese tornò a Cuma con tutte le macchine e pose la città sotto assedio. Neppure Quinto Fabio Massimo Verrucoso, che aveva il castrum presso Cales, aveva osato attraversare il Volturno, intento a prendere di nuovo gli auspici, dove gli aruspici rispondevano che non era facile placare l'ira degli dèi. Sempronio, riuscendo a resistere e contrattaccando, costrinse Annibale a togliere l'assedio e far ritorno al Monte Tifata.
Intanto Fabio, una volta compiuti i riti di espiazione dei prodigi, passò il Volturno e condusse il suo esercito ad occupare le città di Cubulteria, Trebula e Austicula (da identificarsi probabilmente con Saticula), che erano passate dalla parte dei Cartaginesi. In queste città vennero fatti numerosi prigionieri fra le truppe cartaginesi e campane che le presidiavano. A Nola il senato era favorevole a schierarsi con Roma, mentre la plebe era dalla parte cartaginese e voleva consegnare la città ad Annibale. E affinché i loro tentativi risultassero vani, Fabio aveva condotto l'esercito presso i castra Claudiana, sopra Suessula. Una volta giuntovi, aveva ordinato al propretore (o proconsole) Marcello di recarsi a Nola per presidiarla con le truppe di cui disponeva. Durante l'estate, Marcello condusse frequenti incursioni nel territorio degli Irpini e dei Sanniti Caudini, mettendo tutto a ferro e fuoco, per rinnovare l'antico ricordo delle sconfitte subite nel Sannio da parte dei Romani. E così Irpini e Sanniti inviarono degli ambasciatori ad Annibale per chiederne la protezione militare, ricordando allo stesso che in passato «fummo da soli fin dagli inizi nemici del popolo romano». Essi si lamentavano di essere stati abbandonati dall'alleato cartaginese ai recenti saccheggi del proconsole Marcello. Il condottiero cartaginese li rincuorò, fece loro ricchi doni e promise che a breve sarebbe intervenuto. Lasciata infatti una piccola guarnigione sul Monte Tifata, con il resto dell'esercito marciò in direzione Nola. Qui pose gli accampamenti e lo raggiunse Annone dal Bruzio con dei rinforzi e gli elefanti.

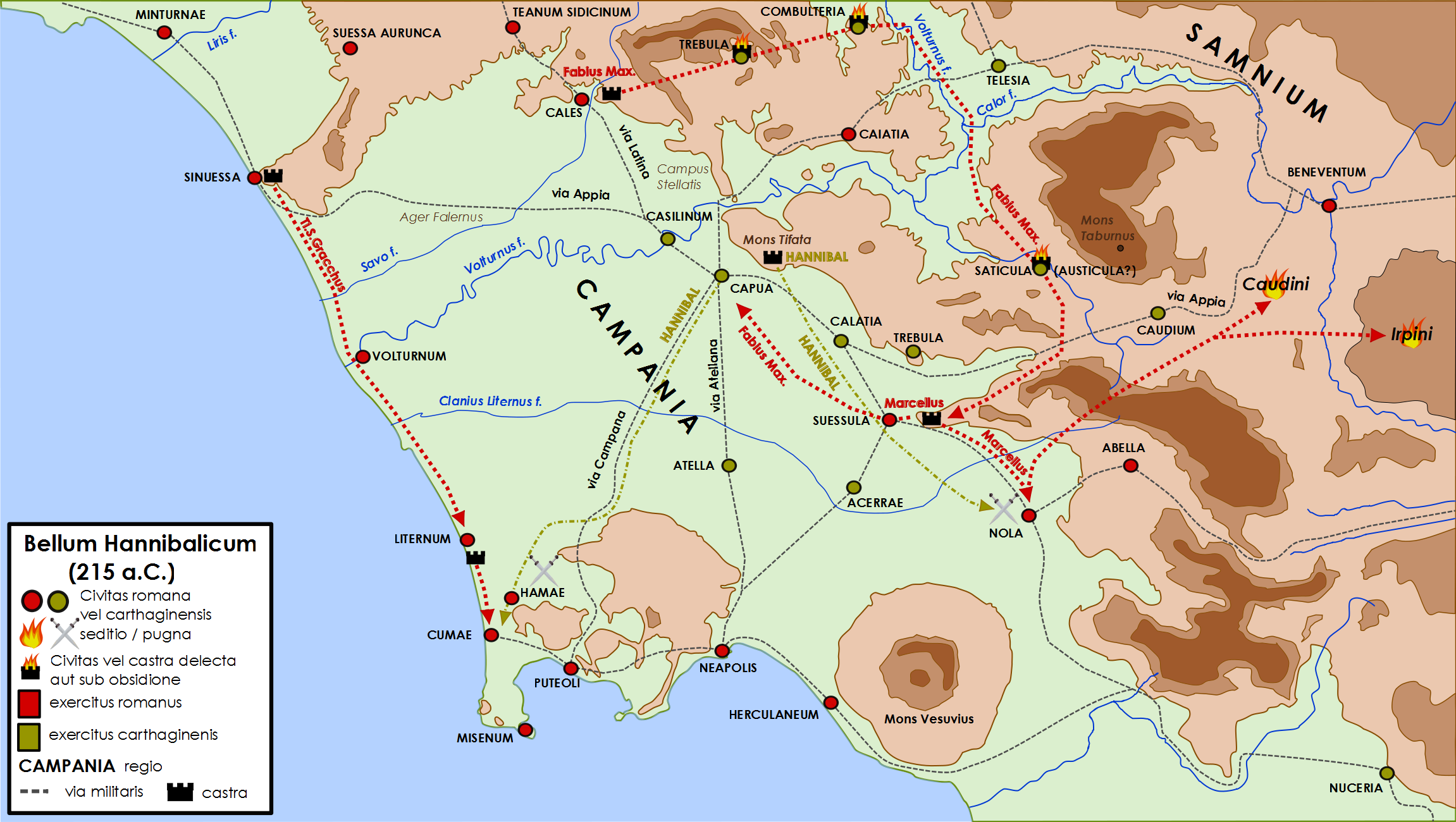
Campagna di Annibale in Campania 215 a.C.

Marcello intanto aveva continuato a condurre i suoi saccheggi, mai in modo imprudente. Egli, infatti, dopo aver ripetutamente esplorato la zona, con la protezione di saldi presidi, aveva condotto le sue incursioni conservandosi la strada aperta per un'eventuale ritirata. Ogni azione era sempre cauta e previdente, come se egli si trovasse di fronte lo stesso Annibale. E quando il proconsole romano venne a sapere che il condottiero cartaginese marciava verso di lui, ordinò ai suoi soldati di rifugiarsi tutti all'interno delle mura dei Nola. La battaglia che ne seguì, fu favorevole ai Romani. Il popolo dei Nolani, prima favorevole ai Cartaginesi, accolse i Romani in modo entusiastico. In quel giorno furono uccisi 5 000 Cartaginesi, 600 furono fatti prigionieri, 18 insegne militari e due elefanti furono catturati; dei Romani ne caddero meno di 1 000 Annibale, dopo aver rimandato Annone nel Bruzio, insieme all'armata con cui era venuto, si diresse verso gli accampamenti invernali in Apulia, ponendo il campo attorno ad Arpi.
Appena Quinto Fabio Massimo Verrucoso venne a sapere che il condottiero cartaginese era partito per l'Apulia, trasportò tutto il grano che era presente a Nola e a Neapolis nei suoi accampamenti sopra Suessula. Dopo averli rinforzati e lasciata un'adeguata guarnigione per l'inverno, mosse il campo in direzione di Capua. Mise quindi a ferro e fuoco le terre della Campania, fino a quando i Campani, furono costretti ad uscire dalle porte e fortificare in campo aperto gli accampamenti davanti alla città.
Avevano 6 000 armati, di cui la fanteria non era adatta alla guerra, mentre la cavalleria era la parte migliore. Si misero così a provocare i Romani ad uno scontro equestre. Livio racconta di un episodio curioso riguardante un nobile di Capua, un certo Cerrino Vibellio, il più valoroso tra i cavalieri campani, il quale sfidò a duello un cavaliere romano, un tal Claudio Asello. Il duello si risolse in un nulla di fatto, poiché il campano, dopo un primo scontro, fuggì all'interno delle mura cittadine inseguito dal romano.
In seguito a quest'ultimo episodio, il console Fabio Massimo mosse il campo arretrando, per permettere ai Campani di fare le semine e non devastò così l'agro campano, se non quando l'erba divenne più alta per fornire il foraggio necessario ai suoi animali. Venne quindi raccolto e trasportato negli accampamenti sopra Suessula, dove pose i suoi accampamenti invernali (hiberna). Comandò, quindi, al proconsole Claudio Marcello di lasciare un'adeguata guarnigione romana all'interno di Nola e di rimandare il resto delle truppe a Roma, in modo da non aggravare troppo le spese sugli alleati. L'altro console, Tiberio Sempronio Gracco, avendo condotto le sue legioni da Cuma a Lucera in Apulia, inviò il pretore Marco Valerio Levino a Brundisium con l'esercito che aveva con sé in precedenza a Lucera, incaricandolo di difendere le coste dell'agro salentino e sorvegliare i movimenti di Filippo V di Macedonia in vista di una possibile guerra con la Macedonia.
Alla fine di quell'anno, Fabio Massimo fece fortificare Pozzuoli, centro commerciale in espansione, e vi pose una guarnigione romana. Poi mosse verso Roma, dove indisse i comizi per la nomina dei nuovi consoli.

### Anno 214 a.C.: Annibale viene respinto per la terza volta a Nola
Condotte a termine le cerimonie propiziatorie, i nuovi consoli Quinto Fabio Massimo Verrucoso e Marco Claudio Marcello, relazionarono il Sentato sulla situazione della guerra, sulla consistenza delle forze militari e sulla dislocazione delle truppe. Alla fine venne decretato di condurre la guerra con 18 legioni complessive, arruolandone 6 nuove. In seguito a questi preparativi, gli abitanti di Capua, presi dalla paura, inviarono ambasciatori ad Annibale per pregarlo di tornare presso la loro città. Il condottiero cartaginese pensò che fosse il caso di affrettarsi, affinché i Romani non ne prevenissero le mosse e, partito da Arpi, pose il campo sopra la città sul Monte Tifata nei vecchi alloggiamenti. Qui vennero lasciati i Numidi e gli Ispanici a difesa degli accampamenti e della città, mentre con il resto dell'esercito Annibale si diresse al lago d'Averno, col pretesto di farvi un sacrificio. In realtà egli aveva in mente di attaccare il presidio romano di Puteoli.

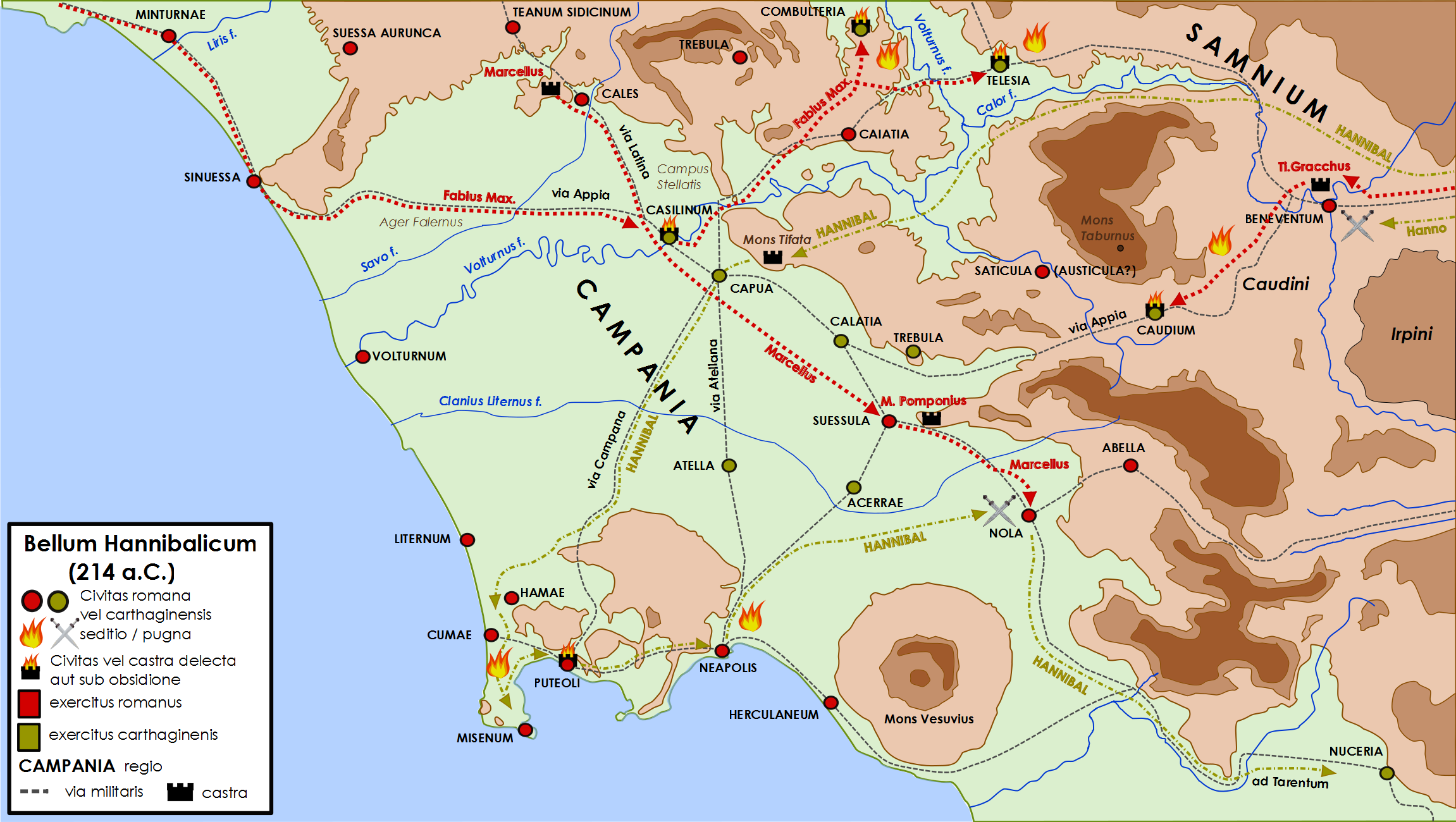
Campagna di Annibale in Campania nel 214 a.C.

Fabio, quando venne a sapere che Annibale era partito da Arpi e tornava in Campania, marciò notte e giorno e si ricongiunse al suo esercito. Inviò quindi un dispaccio a Tiberio Gracco, perché muovesse le truppe da Luceria a Beneventum, ed al figlio, il pretore Quinto Fabio, ordinò di partire per l'Apulia e sostituirvi Gracco. Contemporaneamente tutti i pretori partirono per le destinazioni concordate con decreto del senato.
E mentre Annibale si trovava presso il lago d'Averno, vennero dallo stesso alcuni giovani che lo implorarono di recarsi a Taranto per liberare la città dai Romani. Il condottiero cartaginese, dopo averli elogiati e promesso loro che sarebbe intervenuto al momento opportuno, li invitò a tornare a casa per permettere l'attuazione del piano. Egli sapeva che quell'antica colonia greca, non solo era ricca e nobile, ma era posta sul mare, pronta a ricevere l'armata macedone del suo alleato, Filippo V, una volta che avesse deciso di attraversare l'Adriatico e portare la guerra ai Romani in Italia, considerando che Brundisium era in mano al nemico. Compiuto il sacrificio per il quale era venuto, saccheggiò il territorio di Cuma fino a capo Miseno e poi si diresse su Puteoli, pronto ad assalire la guarnigione romana. Erano di presidio alla cittadina 6 000 armati. Era posta in una località sicura non solo per la posizione naturale ma anche per le opere di difesa. Qui Annibale si trattenne per tre giorni, cercando di assalirla da ogni parte. Perduta poi ogni speranza di occuparla, si avviò a devastare le terre intorno a Neapolis, spinto dalla collera per il mancato successo.
All'arrivo nel vicino territorio, la plebe di Nola si ribellò, da tempo ostile ai Romani ed al suo Senato. Vennero quindi ambasciatori ad Annibale, per chiedergli di dirigersi verso la città che si sarebbe certamente arresa a lui. Il console Marcello venne contemporaneamente informato dall'aristocrazia nolana, contraria alla fazione pro-Cartagine, affinché prevenisse i piani del condottiero cartaginese. Marcello allora, in un sol giorno, da Cales giunse a Suessula, dopo una breve esitazione nell'attraversare il Volturno. La notte successiva fece entrare a Nola 6 000 fanti e 300 cavalieri, a difesa del senato, affrettandosi ad occupare la città.
In questi stessi giorni il console Fabio Massimo giunse a Casilinum, pronto ad assaltarla, ora che era occupata da una guarnigione cartaginese; giunsero insieme nei pressi di Beneventum, quasi si fossero accordati, il comandante cartaginese Annone, proveniente dal paese dei Bruzi, e il proconsole Tiberio Gracco, da Lucera. Lo scontro che ne seguì vide Tiberio Gracco vincitore. Il nemico cartaginese, tra morti e fatti prigionieri, perse 15 000 armati, almeno secondo quanto ci tramanda Livio.
Annibale dopo aver saccheggiato il territorio attorno a Neapolis si diresse su Nola. Marcello venutolo a sapere, mandò a chiamare il propretore Marco Pomponio Matone che si trovava con le sue truppe presso Suessula e si preparò ad andare contro il nemico cartaginese senza esitazioni. La battaglia che ne seguì vide ancora una volta il comandante cartaginese uscirne sconfitto, anche se di misura.
Il giorno seguente i Romani si schierarono nuovamente sul campo di battaglia, Annibale invece rimase negli accampamenti. Il terzo giorno nel silenzio della notte, non avendo più speranza di occupare Nola, impresa che aveva fallito per la terza volta, il comandante cartaginese levò il campo e partì alla volta di Taranto, sperando che almeno questa città tradisse i Romani.
E mentre tutto questo era accaduto tra Benevento e Nola, il console Fabio Massimo aveva posto il campo presso Casilinum, città occupata da una guarnigione di 2 000 Campani e 700 Cartaginesi. Essa era comandata da Stazio Mezio, inviato dal sommo magistrato campano (meddix tuticus), Gneo Magio Atellano. Quest'ultimo aveva armato schiavi e popolani per assalire gli accampamenti romani, mentre il console era impegnato ad assaltare Casilinum. Nulla di tutto ciò era sfuggito a Fabio che aveva mandato a dire al suo collega a Nola che, mentre lui attaccava Casilinum, un altro esercito avrebbe dovuto tenere sotto controllo i Campani. Egli suggeriva a Marcello o di venire egli stesso, dopo aver lasciato a Nola un'adeguata guarnigione, oppure nel caso in cui fosse stato ancora impegnato contro Annibale, avrebbe chiamato il proconsole Tiberio Gracco da Beneventum.
Marcello a questa notizia preferì lasciare a Nola un presidio di 2 000 armati e con il rimanente esercito raggiunse Fabio. Fu così che i due consoli portarono l'attacco a Casilinum. E poiché l'assalto procurò ai soldati romani non poche ferite, Fabio decise di abbandonare l'assalto alla cittadina campana, ritenendola un obiettivo di poco conto. Al contrario Marcello, deciso a portare a termine l'impresa, ottenne che non ci si ritirasse. E mentre avvicinava alle mura le vinea e altre macchine d'assedio, i Campani giunsero a pregare Fabio di permettere loro di ritirarsi sicuri nella vicina Capua. Marcello allora iniziò ad occupare quella porta dalla quale alcuni stavano uscendo e iniziò la strage, prima attorno alla porta e poi all'interno della città. I primi cinquanta Campani che si erano rifugiati presso Fabio, riuscirono a mettersi in salvo raggiungendo Capua. Casilinum venne così occupata grazie ad un colpo di mano, favorita dai discorsi e dal ritardo generato da quelli che chiedevano di essere risparmiati. I prigionieri fatti tra Campani e Cartaginesi vennero inviati a Roma e chiusi nel carcere. I cittadini invece vennero distribuiti tra le popolazioni confinanti per meglio sorvegliarli.
Intanto Tiberio Gracco inviò nell'agro lucano alcune coorti di soldati arruolati in quella regione, sotto il comando del praefectus sociorum, a saccheggiare il campo dei nemici. Mentre le coorti erano disperse, vennero attaccate da Annone, il quale ottenne una vittoria non meno importante di quella ottenuta da Tiberio poco prima a Beneventum. E subito dopo si era ritirato presso i Bruzi per non essere inseguito da Tiberio Gracco. Marcello tornò indietro poi verso Nola, Fabio si diresse verso il Sannio, per devastare i campi e rioccupare le città che erano passate al nemico. Il paese di Caudium fu tra tutti quello maggiormente devastato: i campi furono incendiati, venne fatta ricca preda di bestiame e uomini. Anche le città di Compulteria, Telesia, Compsa, Fagifula, Orbitanium furono prese con la forza. In Lucania venne occupata la città di Blanda ed in Apulia di Aecae. Da tutte queste città furono presi ed uccisi 25 000 nemici e 170 disertori. Questi ultimi furono inviati a Roma, massacrati nel comizio a colpi di verga e gettati dalla rupe Tarpea. Marcello, una volta tornato a Nola, fu colto da malattia e non poté partecipare alle imprese poco sopra enunciate.

### Anno 213 a.C.
Ancora una volta la guerra contro Annibale venne affidata ai due consoli dell'anno: a Fabio Massimo e a Sempronio Gracco E quando entrambi i consoli raggiunsero le loro rispettive destinazioni, 112 nobili cavalieri campani, col pretesto di saccheggiare i campi del nemico romano, uscirono da Capua e giunsero negli accampamenti romani sopra a Suessula. Dopo aver dichiarato chi fossero chiesero di poter conferire con il pretore, Gneo Fulvio Centumalo Massimo. Quest'ultimo permise che dieci di loro, disarmati, fossero ammessi alla sua presenza. Una volta che venne a conoscenza delle loro intenzioni, e cioè che, presa Capua, fossero ad essi restituiti i loro beni, li accolse in amicizia.

## Assedio

### Anno 212 a.C.
Mentre Annibale si trovava ancora nei pressi di Taranto, entrambi i consoli, Q. Fulvio Flacco e Appio Claudio Pulcro, erano nel Sannio, con evidente intenzione di assediare Capua. I Campani, intanto, cominciavano a sentire la fame poiché l'esercito romano aveva impedito loro di seminare nei campi prossimi alla loro città.

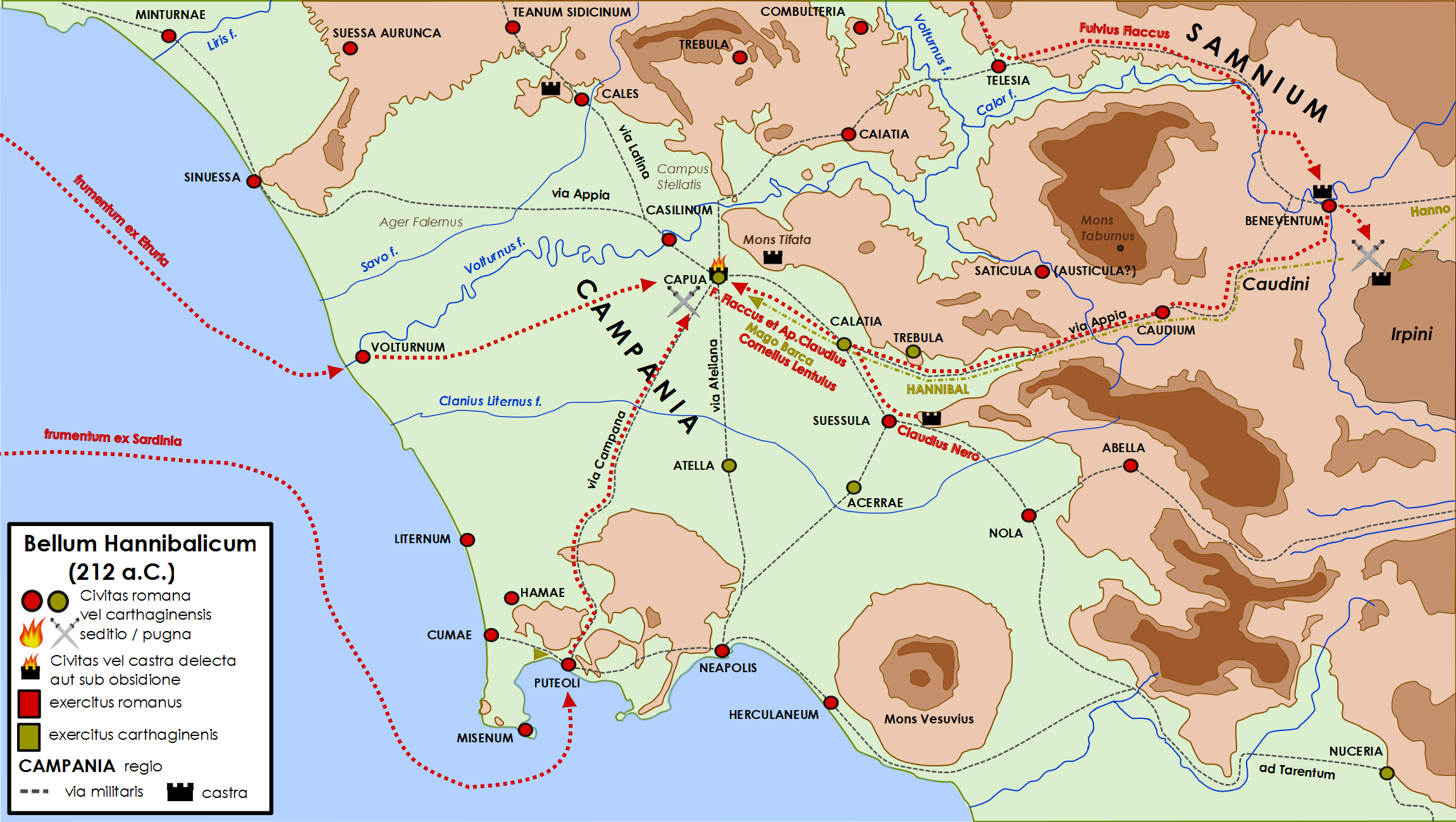
Campagna di Annibale in Campania nel 212 a.C.

Inviarono allora dei messi ad Annibale per chiedergli di inviare a Capua il frumento necessario dai luoghi più vicini, prima che giungessero i consoli con i loro eserciti ad occupare i campi e le strade circostanti. Il condottiero cartaginese ordinò ad Annone di recarsi dal Bruzio in Campania con l'esercito, fornendo ai Campani abbondanti scorte di grano. Annone, nel tentativo di evitare le armate consolari, pose gli accampamenti a 3 000 passi (4,5 km) da Beneventum, ed ordinò che il grano, raccolto durante l'estate presso le popolazioni alleate, fosse portato nel suo accampamento sotto la scorta dei suoi soldati. Informò quindi i Campani di tenersi pronti a ritirare il frumento raccolto, dopo aver radunato da tutti i campi circostanti ogni genere di veicoli e bestie da soma. Livio scrive:
(Livio, XXV, 13.7)
La notizia della qual cosa giunse ai Beneventani, che prontamente inviarono dieci messi ai consoli, accampati nei dintorni di Bovianum. Fu così che il console Fulvio Flacco ebbe l'incarico di dirigersi in Campania. La notte successiva riuscì ad introdursi nella mura di Benevento all'insaputa dei Cartaginesi. Venne poi a sapere che Annone era partito con una parte dell'esercito per raccogliere grano e che 2 000 carri erano giunti per prelevarlo e riportarlo a Capua. Si trattava di una folla disordinata ed inerme di contadini e schiavi, che aveva creato non poca confusione all'interno dell'accampamento cartaginese. Lo scontro che ne seguì, in seguito ad un attacco romano, vide i Cartaginesi uscirne pesantemente sconfitti. Distrutti gli accampamenti nemici, l'esercito romano fece ritorno a Benevento, dove il bottino venne venduto all'asta e poi diviso fra i soldati di ambedue gli eserciti dei consoli. Annone invece, una volta venuto a conoscenza della disfatta del suo esercito, preferì far ritorno nel Bruzio, «più simile a uno che fugge che ad uno che si mette in marcia».
I Campani, avuta notizia della sconfitta cartaginese, inviarono ambasciatori ad Annibale per informarlo che i due consoli si trovavano a Benevento, ad un solo giorno di marcia da Capua. Il condottiero cartaginese provvide subito ad inviare 2 000 cavalieri, per impedire i saccheggi romani nei campi circostanti. Contemporaneamente i due consoli condussero le loro legioni verso il territorio campano per assalire Capua. Per evitare che la città di Benevento rimanesse indifesa, ordinarono a Tiberio Sempronio Gracco di condurre nella città un reparto di cavalleria e uno di fanteria leggera, affidando a qualcun altro il comando delle sue legioni per continuare l'occupazione della Lucania. Tiberio, poco dopo, venne sopraffatto in un'imboscata nei pressi dei Campi Veteres, tesagli da un certo Flavo Lucano in collaborazione con Magone il Sannita.
I consoli, entrati in Campania, mentre saccheggiavano i territori circostanti a Capua, furono colti da un'improvvisa sortita dei suoi abitanti e della cavalleria di Magone. Richiamati in fretta i soldati, che si erano sparpagliati per le campagne, ne rimasero uccisi più di 1 500 In seguito i Romani divennero più attenti a difendersi dai pericoli. Annibale mosse anch'egli da Benevento e raggiunse il suo luogotenente a Capua, schierando dopo tre giorni l'esercito. Egli era certo che, se in sua assenza pochi giorni prima la battaglia era stata favorevole ai Campani, a maggior ragione i Romani non avrebbero potuto resistere all'assalto dell'esercito cartaginese, tante volte vittorioso. La battaglia che ne nacque vide inizialmente i Romani subire i continui attacchi della cavalleria cartaginese, sommersi dai dardi nemici, fino a quando il segnale di contrattacco romano non produsse una battaglia equestre equilibrata. Ma quando da lontano apparve l'esercito che da poco aveva perduto il proprio comandante Tiberio Sempronio Gracco, ed era ora guidato dal questore Gneo Cornelio Lentulo, tale vista generò in entrambe le parti e contemporaneamente, la paura che si avvicinassero nuovi contingenti nemici. E come racconta Livio:
(Livio, XXV, 19.5.)
Alla fine della battaglia, i caduti da parte romana furono in numero superiore, a causa dell'iniziale urto della cavalleria cartaginese.
I consoli dopo questo scontro, per tener lontano Annibale da Capua, nella notte seguente si separarono. Fulvio si diresse nel territorio cumano, mentre Claudio in Lucani. Il condottiero cartaginese, incerto inizialmente sul da farsi, decise di inseguire Appio Claudio, che a sua volta portò in giro il nemico come volle, per poi fare ritorno a Capua una seconda volta. Durante la marcia, i Cartaginesi ebbero l'occasione di affrontare un nuovo combattimento a loro favorevole, dove massacrarono un altro esercito romano di 16 000 armati.
Frattanto i consoli, tornati a Capua, ricominciarono ad assediare la città con grandissima violenza raccogliendo e preparando ogni cosa fosse necessaria. A Casilinum fu ammassato il grano; alla foce del Volturno, dove si trova la città omonima, fu fortificata una rocca e posto un presidio romano; anche a Pozzuoli venne messo un presidio per dominare il mare e il vicino fiume. In queste due fortezze sul mare e a Ostia venne portato tutto il frumento che era stato inviato dalla Sardegna e quello che il pretore Marco Giunio Silano aveva raccolto in Etruria, affinché l'esercito romano ne avesse in abbondanza durante l'inverno. Annibale non voleva abbandonare Capua in una situazione tanto critica, ma quando alcuni messaggeri giunsero dalla Apulia e lo informarono che il pretore Gneo Fulvio Flacco, dopo aver assalito con successo alcune città apule passate dalla parte dei Cartaginesi, si era abbandonato, lui e il suo esercito, a una tale trascuratezza da sopprimere ogni disciplina militare, il condottiero cartaginese mosse il suo esercito in direzione dell'Apulia. Egli era impaziente di assalire un nuovo esercito romano, meglio se comandato da un comandante inetto. Nei pressi di Herdonia il pretore romano affrontò in battaglia Annibale, ma fu sconfitto. Fulvio Flacco fu il primo a fuggire dal campo con 200 cavalieri, non appena si rese conto di come stavano andando le cose. Il resto dello schieramento, respinto e poi accerchiato alle spalle ed alle "ali", fu fatto a pezzi. Dei 18 000 soldati romani ne sopravvissero solo poco più di 2 000. I nemici poi si impadronirono degli accampamenti.
(Livio, XXV, 22.1.)
Vennero quindi inviati ai due consoli come ambasciatori, Gaio Letorio e Marco Metilio, ad avvertirli che raccogliessero i resti dei due eserciti appena sconfitti, evitando che si consegnassero ad Annibale, come in passato era accaduto dopo la battaglia di Canne. Identico incarico venne affidato a Publio Cornelio Silla, al quale era stata affidata anche la leva, organizzando la ricerca degli schiavi per ricondurli sotto le armi. Intanto il console Appio Claudio affidò a Decio Iunio il presidio a Volturnus, a Marco Aurelio Cotta quello di Pozzuoli, affinché appena qualche nave si fosse avvicinata dalla Sardegna o dall'Etruria, inviassero prontamente il grano negli accampamenti che si accingevano a stringere Capua in una morsa. Egli stesso, giunto davanti alla città campana, vi trovò Fulvio che trasportava ogni genere di approvvigionamento da Casilinum e che compiva i necessari preparativi per assediare la città. Allora entrambi i consoli si apprestarono ad assediare la città, dopo aver chiamato il pretore Gaio Claudio Nerone da Suessula dove era accampato. Quest'ultimo, lasciato un piccolo presidio per mantenere la posizione, col resto dell'esercito giunse a Capua.
(Livio, XXV, 22.8-9.)
Appiano di Alessandria aggiunge che la distanza tra le mura della città e la prima circonvallazione romana, quella più interna, fosse di circa 2 stadi (pari a 370 metri circa). Contemporaneamente i Campani inviarono dei messi ad Annibale per protestare contro l'abbandono della loro città, supplicandolo di aiutarli. La situazione strategica diventava sempre più difficile per il cartaginese; ormai sei legioni romane si erano concentrate sotto il comando dei due consoli, Appio Claudio e Fulvio Flacco, intorno a Capua, che si trovò assediata e con gravi carenze di approvvigionamento.
Il pretore Publio Cornelio inviò una lettera ai consoli chiedendo che, prima di bloccare Capua, si desse la possibilità ai Campani che volevano uscire dall'assedio, di arrendersi e portare con loro i loro averi, prima delle idi di marzo (del 211 a.C.). Chi avesse preso questa decisione, avrebbe conservato la libertà e i propri averi. Tutti gli altri sarebbero stati considerati nemici. Ma la proposta, riferita ai Campani, fu accolta con ingiurie e minacce. Intanto Annibale aveva condotto le legioni da Herdonea a Taranto, con la speranza di impadronirsi della rocca. E poiché l'impresa procedeva troppo lentamente, ripiegò su Brundisium, credendo che questa città si sarebbe arresa. E mentre trascorreva anche qui il tempo inutilmente, giunsero i Campani a pregarlo di aiutarli. A questi il condottiero cartaginese rispose stizzito, che una volta tornato a Capua, i consoli non sarebbero stati in grado di opporgli alcuna resistenza. I messi, a stento riuscirono a rientrare a Capua, circondata com'era da un duplice fossato e da un vallo.

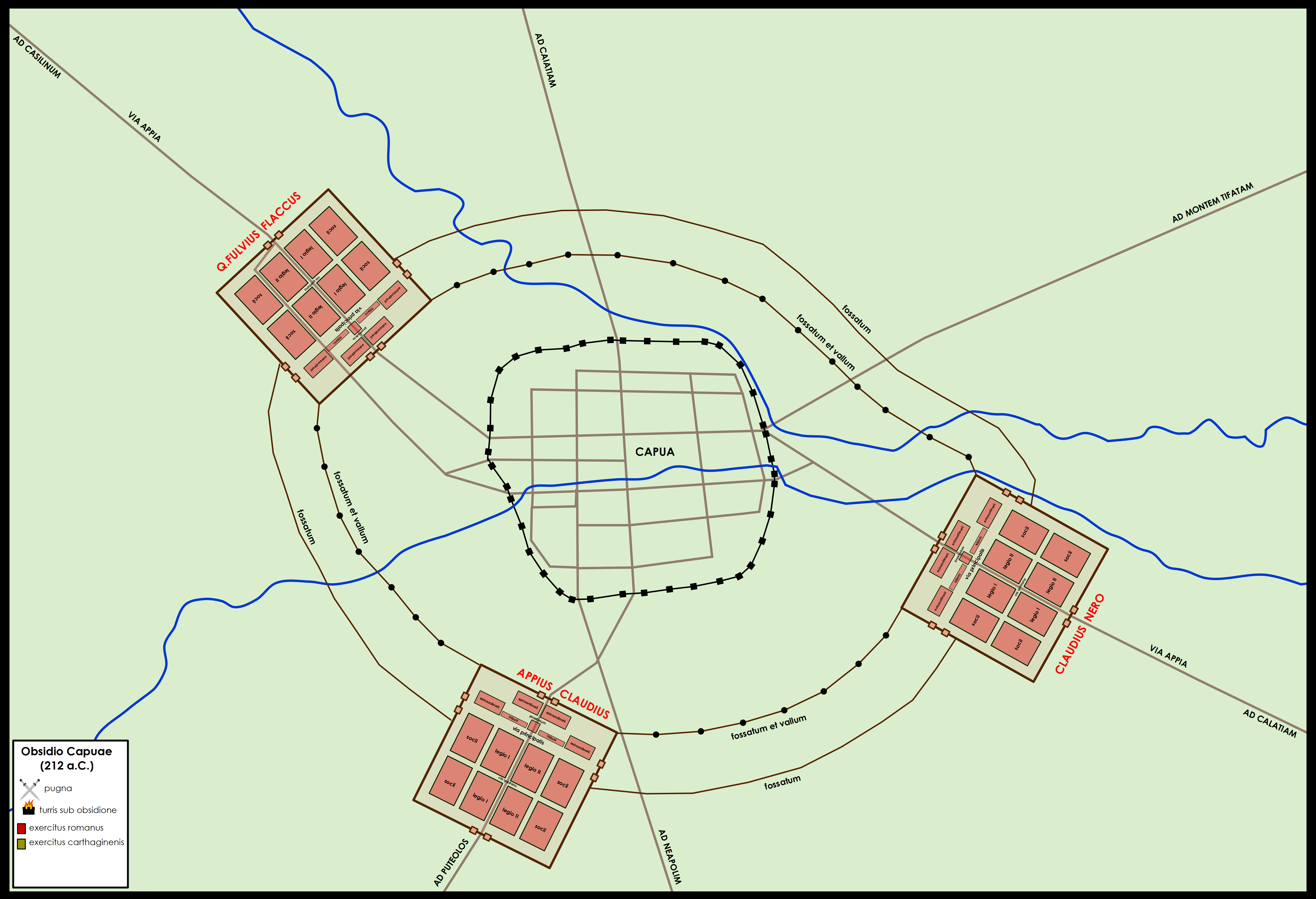
Le opere di fortificazione dei Romani intorno a Capua nel 212 a.C.

Giunta ormai la fine dell'anno, il senato romano deliberò che il pretore Publio Cornelio Silla inviasse a Capua ai consoli una lettera, dove si diceva che, fino a quando Annibale fosse stato assente e intorno a Capua non vi fosse nulla di importante da fare, uno di loro raggiungesse Roma, per procedere all'elezione dei nuovi magistrati. Ricevuta la lettera, i consoli decisero che fosse Appio Claudio a radunare i comizi, mentre Fulvio manteneva l'assedio presso Capua.

### Anno 211 a.C.
A Quinto Fulvio e Appio Claudio (consoli del 212 a.C.), fu prorogato il comando come proconsoli nel (211 a.C.) e furono assegnati gli eserciti già in loro possesso. Ricevettero, quindi, l'ordine di non allontanarsi dall'assedio di Capua prima di aver conquistato la città. I Romani, seppure sdegnati dal comportamento della città campana, ritenevano che Capua, città così nobile e potente, avesse trascinato con la sua defezione troppe altre popolazioni, e che qualora fosse stata riconquistata, avrebbe costretto le altre città a rispettare l'antico dominio di Roma. Livio aggiunge che:
(Livio, XXVI, 4.1.)

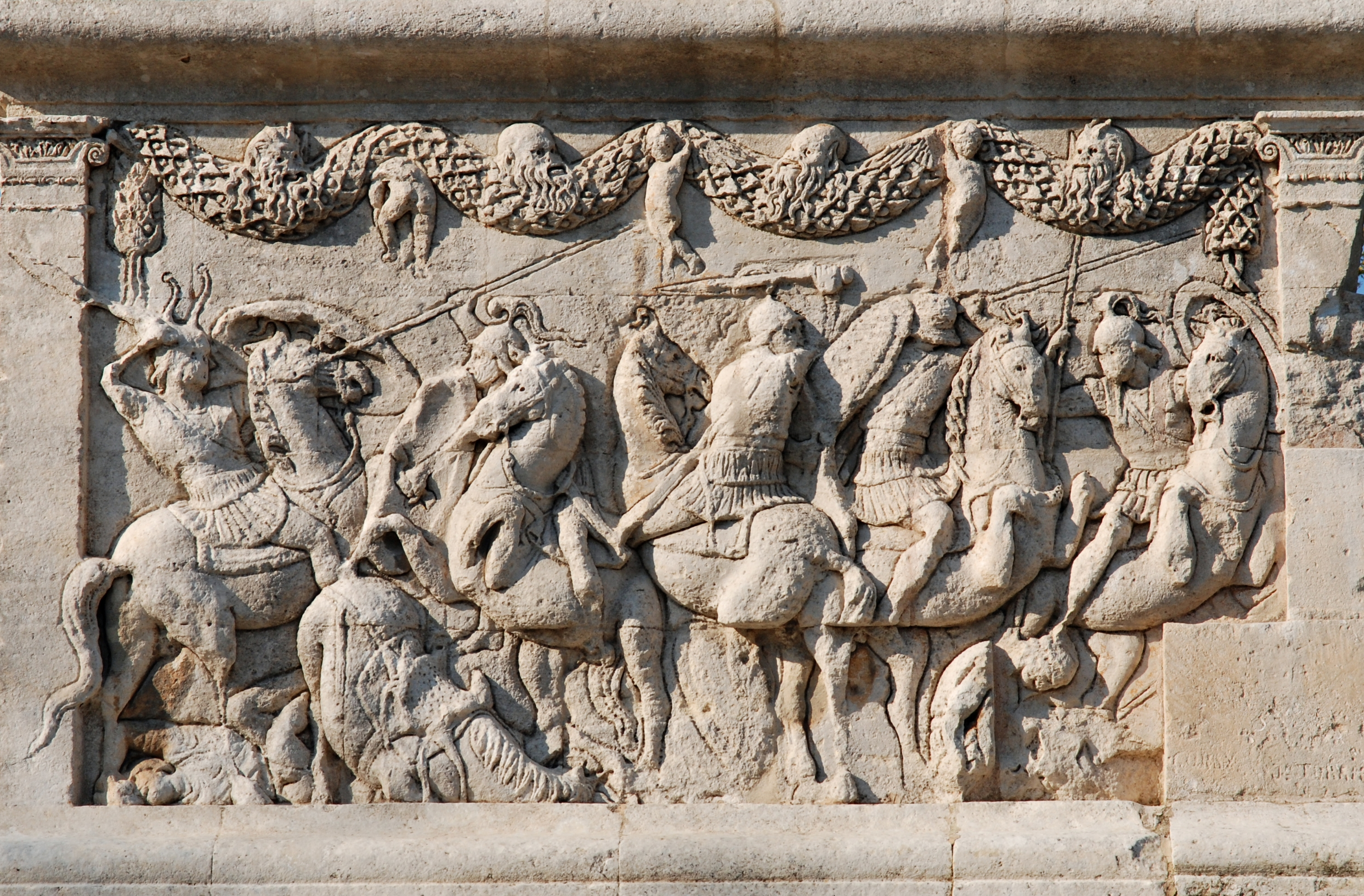
Rilievo dal mausoleo di Glanum con rappresentati cavalieri romani in combattimento.

Venne trovato un soldato numida, il quale dichiarò che sarebbe riuscito a oltrepassare le fortificazioni romane, portando con sé una missiva per il comandante cartaginese, e ci riuscì, alimentando le ultime speranze dei Campani. I combattimenti equestri che continuavano a susseguirsi durante l'assedio avevano visto le truppe campane prevalere su quelle romane. Fu così che, grazie all'iniziativa di un centurione, un certo Quinto Navio, venne adottata una nuova tattica di battaglia che permettesse agli assedianti di prevalere sugli assediati:
(Livio, XXVI, 4.4-5.)
Quando si ritenne che tale manovra poteva essere compiuta in sicurezza grazie ad un adeguato e quotidiano addestramento, i Romani avanzarono nella pianura che si trovava tra i loro accampamenti e le mura della città assediata, pronti a combattere contro le forze di cavalleria campane. Giunti a tiro di giavellotto dalla cavalleria nemica, venne dato il segnale ed i velites scesero da cavallo all'improvviso; lanciarono quindi i loro numerosi giavellotti in modo così rapido e violento da ferire moltissimi cavalieri campani, totalmente impreparati ad un simile attacco. La rapidità dell'attacco generò tra le file campane più spavento che un danno reale. I cavalieri romani allora, lanciatisi contro un nemico sbalordito, lo misero in fuga, facendone grande strage fino alle porte della città. Da quel momento venne stabilito presso le legioni vi fosse un reparto di velites pronti a dare sostegno alla cavalleria.

#### Arrivo dell'armata cartaginese
E mentre questa era la situazione attorno a Capua, Annibale era incerto su da farsi. Doveva infatti decidere se impadronirsi della rocca di Taranto, oppure difendere Capua. Alla fine prevalse quest'ultimo pensiero, verso la quale egli vedeva un interesse catalizzatore da parte non solo suo ma anche dei tanti alleati che si erano schierati dalla parte dei Cartaginesi. Lasciata nel Bruzzio la maggior parte dei bagagli, insieme alla fanteria pesante, il comandante cartaginese accompagnato da un reparto scelto di fanti e cavalieri oltreché da 33 elefanti, si diresse verso la Campania. Giunto in prossimità della città si accampò in una vallata nascosta dietro il Monte Tifata, dopo essersi in precedenza impadronito della fortezza di Calatia.
Vennero, quindi, inviati alcuni messaggeri ai Capuani per avvertirli dell'arrivo dell'esercito cartaginese e perché i Campani fossero pronti ad attaccare fuori da tutte le porte non appena Annibale avesse deciso di attaccare. Il condottiero cartaginese, oltre ad aver generato un grande terrore nei confronti dell'armata romana per il suo arrivo improvviso, cominciò ad avvicinarsi alla palizzata difensiva del proconsole Appio Claudio Pulcro, provocandolo per farlo uscire a battaglia; non riuscendoci, decise di infastidirlo costantemente, inviando contro i Romani squadroni di cavalleria a lanciare i loro giavellotti all'interno del campo romano, mentre reparti di fanteria cercavano di svellere la palizzata esterna. E malgrado questo nuovo tentativo, i Romani rimasero fermi nella loro decisione, tanto che con la fanteria leggera dei velites respingevano i loro attacchi, mentre la fanteria pesante rimaneva sotto le insegne, proteggendosi dalla pioggia di giavellotti.

#### Ultima battaglia

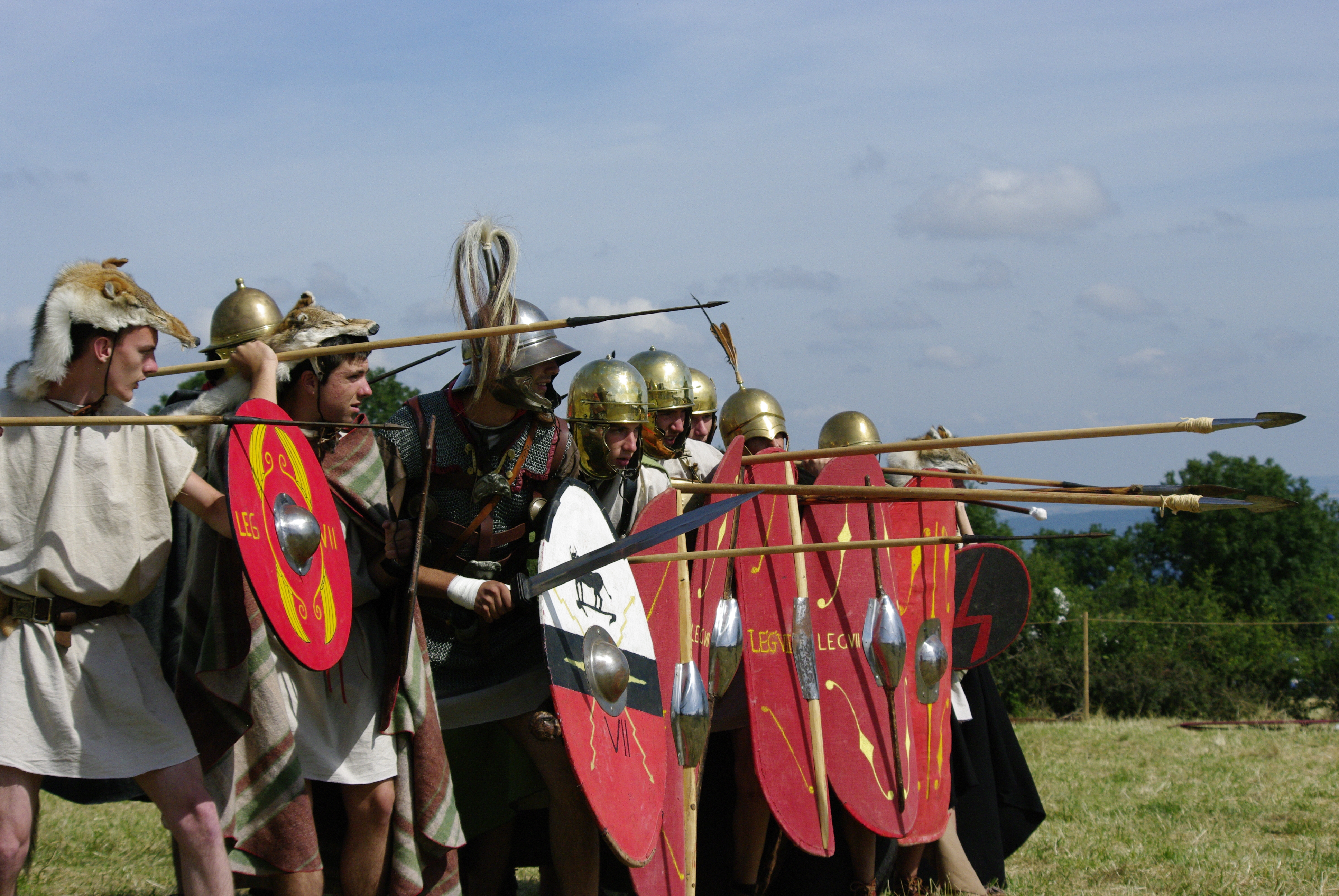
Ricostruzione storica di un reparto di legionari romani: alcuni velites (a sinistra), un cavaliere con elmo beotico-pseudocorinzio con pennacchio di coda di cavallo (al centro), almeno cinque hastati (a destra) e un princeps (con penne sull'elmo).

Secondo invece la versione di Tito Livio, gli scontri davanti alla città di Capua non furono di poco conto, come sembra invece narrare Polibio. Vi fu una vera e propria sanguinosa battaglia. L'assalto venne condotto contemporaneamente da Annibale lungo il fronte esterno, dai Campani e dal presidio cartaginese posto sotto il comando di Bostare e Annone, lungo il fronte interno. I Romani, come accade in una situazione tanto critica, divisero le forze come segue:
- Appio Claudio dovette opporsi ai Campani;
- a Fulvio Flacco toccò di respingere l'armata cartaginese condotta dallo stesso Annibale;
- il propretore Gaio Claudio Nerone con i cavalieri delle sei legioni si collocò lungo la via che conduceva a Suessula, mentre il suo legatus Gaio Fulvio Flacco (fratello di Quinto Fulvio Flacco) si pose davanti al fiume Volturno insieme alla cavalleria degli alleati italici.[142]

La battaglia iniziò con il clamore e il tumulto dei soldati schierati, oltre a quello prodotto dalla moltitudine della popolazione campana posta sulle mura cittadine, intenta a battere oggetti di bronzo. E se Appio riusciva facilmente a tener lontano i Campani dalla trincea, dall'altra parte Annibale e i Cartaginesi erano riusciti a mettere sotto pressione l'armata condotta da Fulvio. Qui la legio VI cominciò a cedere sotto la pressione di una coorte di ispanici, la quale era riuscita a sfondare il centro dello schieramento romano con tre elefanti e si trovava nell'incertezza se avanzare fino all'accampamento romano, disgiungendosi così dall'armata principale. Appena Fulvio si accorse che la legione era terrorizzata e gli accampamenti in pericolo, ordinò a Q. Navio e altri valorosi centurioni di assalire la coorte nemica. Navio, dopo aver ricevuto gli ordini del suo comandante, afferrò l'insegna del signifer del secondo manipolo degli hastati e mosse contro il nemico, minacciando di lanciare l'insegna in mezzo al loro schieramento, nel caso i suoi soldati non si fossero affrettati a seguirlo. Navio era di alta statura con un'armatura particolarmente decorata, per il grande prestigio che aveva ottenuto durante la sua carriera militare. Giunto in prossimità della linea nemica degli ispanici, si trovò a dover fronteggiare un fitto lancio di giavellotti nemici, ma non indietreggiò, al contrario procedette alla carica.
Intanto il legatus Marco Atilio Regolo cominciò ad assalire la coorte ispanica portando con sé il signum del primo manipolo dei principes della legio VI, mentre gli altri due legati, Lucio Porcio Licino e Tito Popilio, che avevano il comando degli accampamenti, stavano combattendo con grande foga in prossimità del vallum, riuscendo ad uccidere gli elefanti cartaginesi che avevano cercato di oltrepassarlo. I corpi degli animali erano stati abbattuti proprio nel mezzo del fossato, andando a costituire una specie di passaggio naturale, quasi il nemico avesse costruito un terrapieno o un ponte per oltrepassare l'ostacolo. E così sopra i corpi dei pachidermi uccisi infuriò una tremenda mischia. Dall'altra parte del campo i Campani e il presidio dei Cartaginesi erano stati respinti dall'armata romana, e si combatteva presso la porta della città che portava al Volturno.
I Romani trovarono notevoli difficoltà ad avvicinarsi alla porta della città, poiché era munita di numerose baliste e scorpioni, i cui lanci erano numerosi e potenti. L'impeto dei Romani venne, inoltre, fermato dalla ferita del loro comandante, Appio Claudio, che era stato colpito nella parte alta del petto da un grosso giavellotto, mentre incitava all'assalto i suoi. Tuttavia molti nemici caddero sul campo di battaglia, mentre gli altri furono costretti ad indietreggiare e rifugiarsi entro le mura cittadine.
Annibale, avendo assistito alla strage della sua coorte ispanica ed alla strenua difesa dell'accampamento da parte dei Romani, preferì ritirarsi con la fanteria mentre la cavalleria ne proteggeva le spalle. Grande allora fu l'ardore delle legioni nell'inseguire il nemico in rotta. Flacco allora preferì far suonare la ritirata. Secondo quanto tramanda Livio, sulla base dei dati dallo stesso raccolti nei racconti di precedenti storici, caddero 8 000 soldati di Annibale e 3 000 Campani; vennero inoltre sottratte ai Cartaginesi 15 insegne e 18 ai Campani. Altri storici antichi sembrano invece negare che vi sia stato uno scontro di tali proporzioni, raccontando che quando Numidi e Ispanici irruppero all'interno dell'accampamento romano insieme agli elefanti, i pachidermi travolsero le tende dei soldati, mentre gli animali da soma, spezzati i legami si diedero alla fuga in modo disordinato. Annibale allora, per aumentare il panico tra i Romani, organizzò uno stratagemma, inviando tra il nemico alcuni vestiti da Italici e conoscitori della lingua latina, affinché ordinassero alle truppe di fuggire su monti, a nome dei consoli. Scoperto l'inganno, i legionari reagirono con grande strage del nemico cartaginese, mentre gli elefanti vennero cacciati con il fuoco.

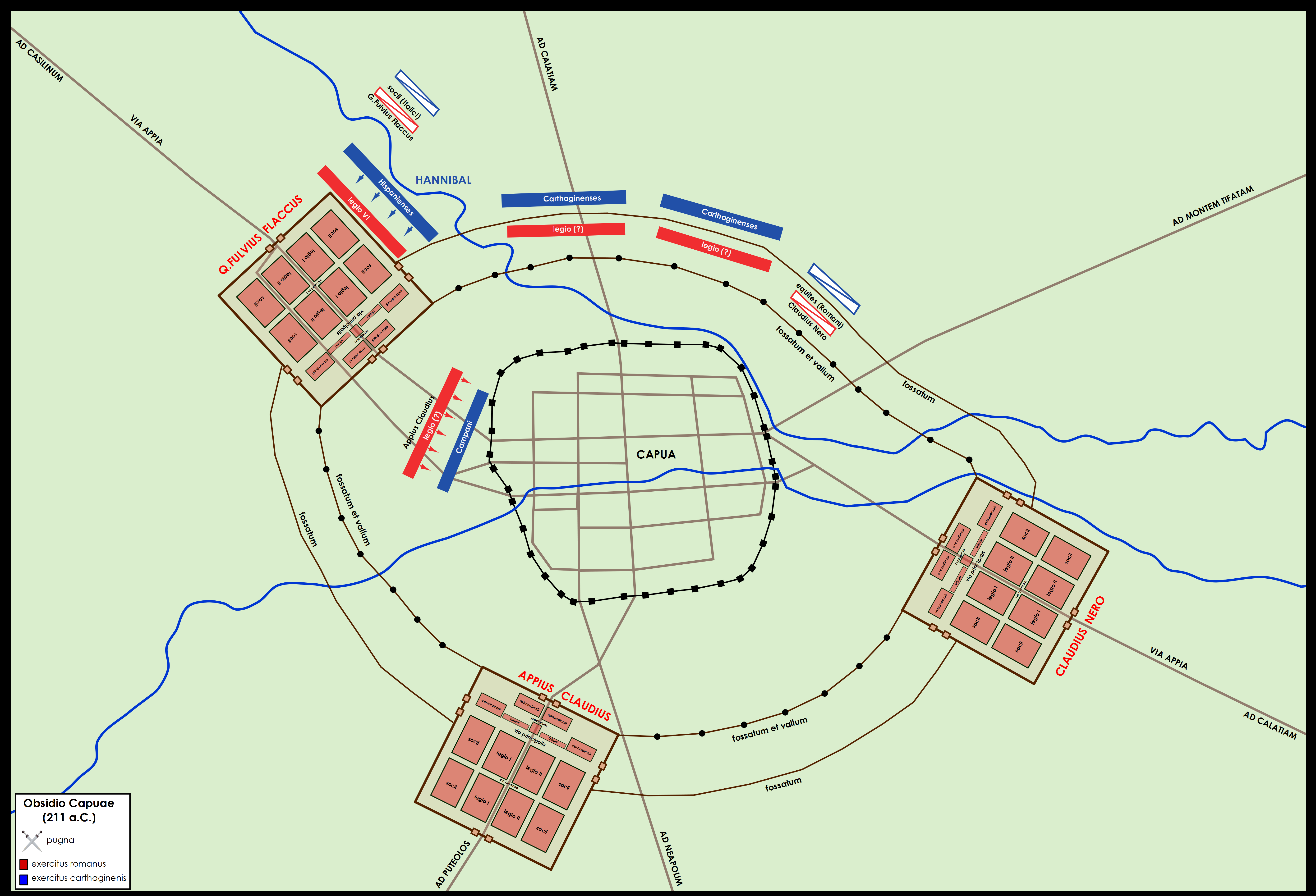
Ultima battaglia tra Romani, Campani e Cartaginesi prima della resa di Capua (211 a.C.)

(Livio, XXVI, 6.13.)

#### Assedio in fase di stallo
Annibale era insoddisfatto della situazione di stallo che si era andata così a crearsi, poiché non riusciva né a penetrare all'interno delle mura della città sua alleate di Capua, e neppure a provocare a battaglia i Romani. La riflessione che illustra Polibio dà ragione ai Romani, i quali, in una tattica attendista, memori delle pesanti sconfitte subite in battaglie campali, preferivano trincerarsi intorno alla città campana, e quando necessario, muoversi seguendo le armate cartaginesi parallelamente, sempre in zone montane, mai in pianura, non concedendo più al nemico il vantaggio della miglior cavalleria in campo aperto.
(Polibio, IX, 4.1-3.)
(Livio, XXVI, 7.2.)

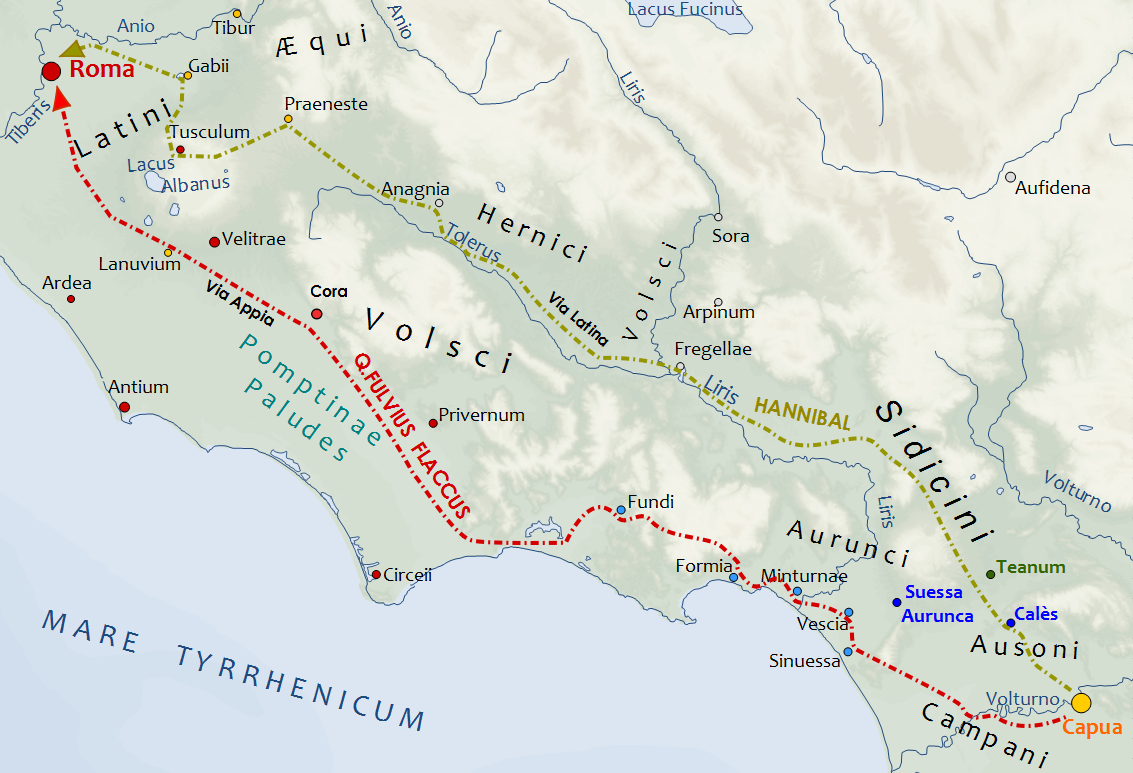
Marcia di Annibale su Roma e del proconsole Fulvio Flacco (211 a.C.)

Il condottiero cartaginese, temendo che in quella posizione potesse trovarsi intrappolato dall'arrivo dei nuovi consoli, che lo avrebbero così tagliato fuori dai necessari rifornimenti, giunse alla conclusione che era impossibile sbloccare un simile assedio con un attacco di forza. La soluzione che egli escogitò fu quella di marciare in modo rapido e inaspettato contro Roma stessa, «che era il centro della guerra», provocando negli abitanti un tale spavento, da indurre Appio Claudio a sbloccare l'assedio e correre in aiuto della patria, oppure dividere il proprio esercito, nel qual caso sia le forze inviate a Roma in aiuto, sia quelle lasciate a Capua sarebbero state facilmente battibili.
(Livio, XXVI, 7.3.)
Fatte queste riflessioni, inviò a Capua un corriere libico, che aveva costretto a disertare per passare nel campo dei Romani e da lì raggiungere la città, chiusa dall'assedio e quindi inaccessibile per i Cartaginesi. Temeva infatti che gli abitanti di Capua credessero di essere stati abbandonati, accettando di arrendersi. Decise così di scrivere una lettera chiarendo i motivi della sua iniziativa di togliere il campo, e fare in modo che gli abitanti di Capua potessero continuare a resistere all'assedio.
(Livio, XXVI, 7.7-8.)
Catturate le imbarcazioni che si trovavano sul fiume Volturno, Annibale dispose che il suo esercito si spingesse verso il forte che aveva costruito per la difesa del luogo. Quando seppe che le imbarcazioni erano tanto numerose, che l'esercito avrebbe potuto attraversare il fiume in una sola notte, dopo soli cinque giorni dal suo arrivo a Capua, fece cenare i suoi uomini; preparati i viveri per dieci giorni, lasciati accesi i fuochi, tolse il campo in modo che nessuno si accorgesse di quanto stava accadento; condusse quindi nella notte le sue truppe al fiume e lo passò prima dell'alba.

#### Annibale toglie l'assedio e si dirige su Roma

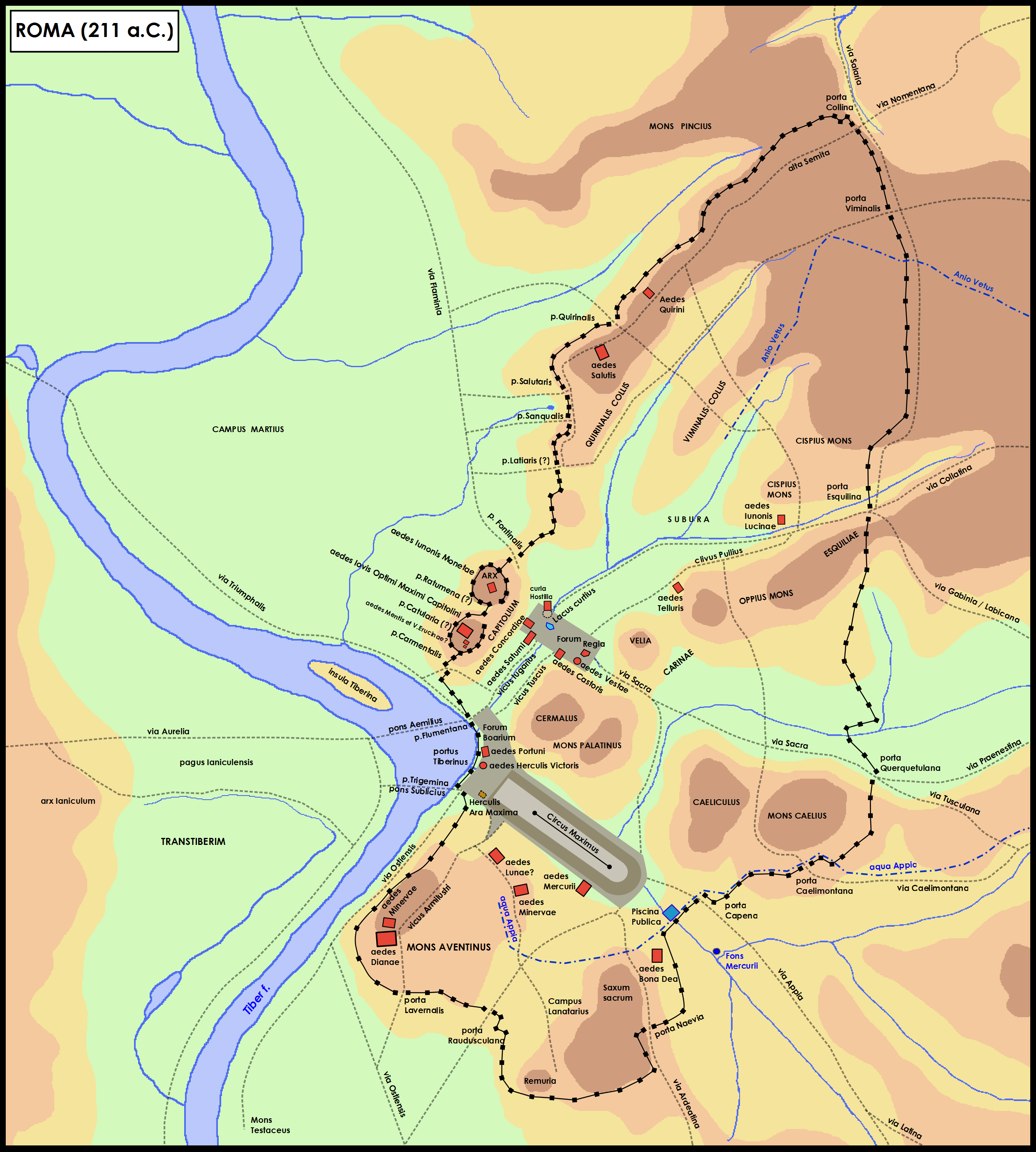
Roma al tempo dell'incursione di Annibale (211 a.C.), con i suoi principali monumenti, porte e acquedotti.

Secondo quanto racconta Tito Livio, Fulvio Flacco, appena conobbe dai disertori il piano che Annibale era in procinto di attuare, scrisse immediatamente al Senato romano. I senatori furono impressionati e commossi. E come accadeva durante ogni situazione tanto critica, venne convocata l'assemblea generale.
Intanto Annibale, con marce rapide attraversò il Sannio, quindi superò l'Aniene e pose il proprio accampamento a non più di 40 stadi dalla città di Roma. Quando la notizia giunse in città, la popolazione fu profondamente turbata e impaurita, poiché risultava tanto improvvisa ed inaspettata, considerando che mai prima d'ora Annibale si era avvicinato così tanto alla città. Vi era anche il sospetto da parte degli abitanti di Roma che le legioni fossero state distrutte a Capua.
Annibale, se inizialmente non disperava di prendere la città, una volta venuto a sapere che proprio in quei giorni i Romani stavano arruolando in città due nuove legioni, preferì rinunciare al progetto di assaltarla, dandosi invece a compiere scorrerie per la regione circostante, saccheggiando e incendiando ovunque. I Cartaginesi raccolsero così nel proprio accampamento una grande quantità di bottino, poiché nessuno osava contrastarli. Pochi giorni più tardi, il condottiero cartaginese decise di tornare a Capua, sia perché aveva raccolto sufficiente bottino, sia perché riteneva impossibile assediare la città, ma soprattutto poiché riteneva che il suo piano avesse sortito l'effetto sperato ora che erano trascorsi un numero di giorni sufficiente, costringendo il proconsole Appio Claudio, a togliere l'assedio dalla città campana e correre a salvare la patria, oppure a dividere l'esercito per mantenere Capua sotto assedio e contemporaneamente tornare a Roma. Entrambe le soluzioni sarebbero state di gradimento del condottiero cartaginese.

#### Annibale respinto a Roma, si dirige aRegium
Il condottiero cartaginese, che in un primo tempo aveva ordinato di marciare di buona lena, quando venne a sapere che Appio Claudio non aveva tolto l'assedio da Capua, preferì dirigersi verso la Daunia (parte settentrionale della Puglia) e il Bruzio, per giungere a Reggio Calabria in modo così improvviso, che per poco non prese la città, ancora fedele ai Romani. Polibio scrive, elogiando il comportamento dei Romani:
(Polibio, IX, 9.8.)

#### Resa di Capua
E sebbene Capua non fosse risultata assediata con minor energia, malgrado l'assenza di Flacco, la città si stupì quando, al ritorno del comandante romano, non fece ritorno anche Annibale. Da questo fatto i Campani compresero di essere stati abbandonati dal condottiero cartaginese. A tutto ciò si aggiunse un editto del proconsole, nel quale si diceva che ogni cittadino campano che si fosse arreso ai Romani entro un determinato giorno, non sarebbe stato punito. Tuttavia non vi fu alcuna diserzione, più per paura dei Romani che per fedeltà ad Annibale. I Campani ritenevano, infatti, che la loro colpa di aver abbandonato Roma fosse stata troppo grande per essere realmente perdonata.
Intanto i nobili avevano abbandonato l'amministrazione pubblica. Neppure nel Foro cittadino o in altro luogo pubblico, si poteva incontrare alcuno dei principali cittadini. Essi se ne stavano rinchiusi nelle proprie abitazioni ad attendere il giorno del crollo della patria. L'amministrazione era rimasta nelle mani dei capi del presidio cartaginese, Bostare ed Annone, i quali scrissero una lettera ad Annibale, nella quale con tono aspro condannavano il suo comportamento, per aver consegnato ai Romani, non solo Capua, ma anche la guarnigione cartaginese, esponendola ad ogni sorta di tortura.
La lettera però venne intercettata dai Romani, dopo che era stata consegnata ad un numida che, professandosi anch'egli disertore, come tanti del suo popolo, era riuscito ad accedere al campo romano. Scoperto l'inganno, oltre settanta Numidi, insieme al gruppo di nuovi disertori, vennero massacrati a nerbate. Con le mani tagliate furono ricondotti a Capua. La vista di un supplizio tanto crudele portò la disperazione tra i Campani. Vibio Virrio, il propugnatore della diserzione dall'alleanza romana, non volendo attendere la resa della città e la propria morte, preferì suicidarsi.
(Livio, XXVI, 13.15.)
Egli propose a tutti coloro che, tra i maggiorenti, ne avessero intenzione, di darsi la morte prima di vedere tanti orrori. Predispose un banchetto e dopo essersi saziato con cibo e vino, ad ognuno venne distribuita una tazza contenente del veleno.
(Livio, XXVI, 13.19.)
Morirono in questo modo ventisette senatori campani insieme a Vibio Virro, dopo aver in precedenza inviato degli ambasciatori ai Romani per comunicare la resa della città.

## Conseguenze
Reazioni immediate
Il giorno seguente alla dichiarazione di resa della città, per ordine dei proconsoli, venne aperta la porta di Giove che si trovava di fronte ad uno degli accampamenti romani. Passarono da questa porta, insieme al legatus Gaio Fulvio, una sola legione e due alae di cavalleria. Il legatus, dopo aver provveduto che tutte le armi gli fossero consegnate, mise delle sentinelle a tutte le porte per evitare che nessuno potesse entrare o uscire; fece quindi prigioniero l'intero presidio cartaginese e comandò che il senato campano si presentasse al cospetto dei proconsoli romani nel loro accampamento. Quando vi giunsero, i senatori vennero tutti incatenati e ricevettero l'ordine di far portare tutto l'oro e l'argento che possedevano ai questori. In totale furono raccolte 2 700 libbre di oro e 31 200 di argento. Venticinque senatori vennero inviati come prigionieri a Cales e ventotto a Teanum Sidicinum. Si trattava dei principali responsabili della rivolta di Capua contro Roma.
Riguardo poi alla pena da infliggere ai senatori, i due proconsoli, Fulvio e Claudio, si scontrarono, poiché il secondo era propenso al perdono, mentre il primo ad una punizione esemplare. Il disaccordo tra i due portò a scrivere al senato, non solo in merito alla decisione da prendere, ma anche per dare la possibilità di interrogare i prigionieri. E poiché Fulvio, non riteneva opportuno che i senatori campani fossero ascoltati, per evitare che gli stessi potessero compiere azioni delatorie nei confronti degli alleati di stirpe latina e mettere a repentaglio alleanze consolidate, decise di partire per Teanum con 2 000 cavalieri all'alba.

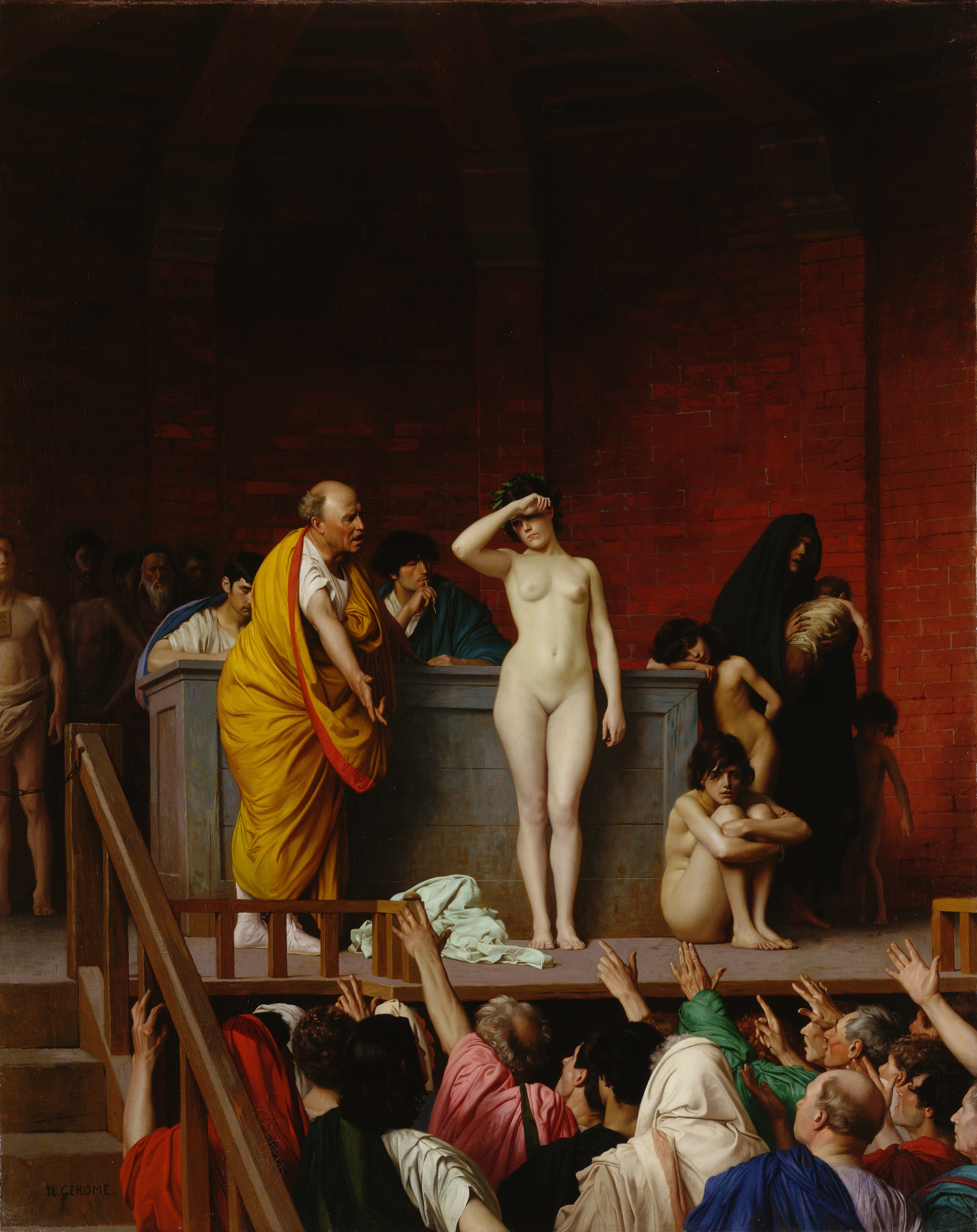
Molti degli abitanti di Capua, dopo la resa, vennero posti in schiavitù e poi venduti (dipinto di Jean-Léon Gérôme)

Giunto nella cittadina, comandò al supremo magistrato di far portare al suo cospetto quei Campani che erano sotto la sua custodia. Quando furono davanti a lui, li fece massacrare a colpi di verga e decapitare con la scure. Subito dopo, a grande velocità si recò a Cales, dove fece condurre gli altri prigionieri Campani. Secondo quanto racconta Livio, giunse in quel momento un messo da Roma che recava la risposta del Senato romano sul da farsi, ma sembra che Fulvio non la lesse e procedette a mettere a morte tutti i prigionieri rimasti. Dopo di ciò lesse la missiva che conteneva il senatus consultum. E mentre se ne stava andando, tra la folla si fece avanti un Campano di nome Taurea Vibellio, il quale dopo averlo chiamato per nome gli disse:
(Livio, XXVI, 15.12.)
E poiché Flacco riteneva che si trattasse di uno squilibrato, e che non potesse ora ucciderlo, ora che aveva letto il decreto del senato, poté solo assistere al suo suicidio. Virrio, infatti, dopo aver urlato davanti ai presenti:
(Livio, XXVI, 15.14.)
Si trafisse il petto e cadde moribondo ai piedi del comandante romano.
Alla fine erano stati uccisi settanta senatori dei più influenti e quasi trecento nobili Campani vennero gettati in carcere; altri furono consegnati per essere custoditi in città alleate di stirpe latina, ma morirono per cause diverse; e infine una grande quantità di cittadini campani fu venduta, dopo essere stata ridotta in schiavitù. Capua venne quindi salvata, diventando una città agricola, sede di coltivatori, poiché le sue terre erano tra le più fertili dell'Italia romana. Venne quindi ripopolata con nuovi abitanti, schiavi liberati, mercanti e operai. Tutto il territorio e gli edifici pubblici divennero proprietà del popolo romano. Si deliberò che non avesse né funzionari municipali, né senato, assemblee di popolo o magistrature. Ogni anno, infatti, da Roma era inviato un prefetto per presiedere alla giustizia.
Impatto sulla storia
Non appena Capua cadde nelle mani dei Romani, tutte le altre città che fino a quel momento si erano dimostrate ostili a Roma, entrarono in apprensione e cominciarono a cercare ogni occasione buona per passare dalla parte della Repubblica romana. Prime fra tutte furono quelle di Atella e Calatia, dove però furono giustiziati i responsabili della rivolta. Venne quindi fatta rapida giustizia contro i reali colpevoli della diserzione di Capua. La massa dei cittadini venne dispersa e non vi fece più ritorno. Roma preferì, però, non accanirsi contro la città, evitando di appiccare incendi o abbattere edifici e mura, poiché si voleve dare un'apparenza di clemenza, col risparmiare una città tanto nobile e ricca, la cui rovina tutte le città campane avrebbero deplorato. Si volle inoltre dimostrare come, non solo chi si era ribellato avrebbe pagato la giusta pena, ma anche che nessun aiuto era giunto da Annibale ai suoi protetti.
Annibale si trovò in gravi difficoltà, nell'incertezza di come comportarsi, non potendo gestire tante città da un'unica posizione dov'egli si trovava ed in inferiorità numerica, poiché i Romani disponevano di imponenti forze dislocate quasi ovunque. Si trovò così a dover abbandonare numerosi città alleate al loro destino e a togliere alcune guarnigioni da altre, per il timore che i suoi soldati potessero venire uccisi da una rivolta cittadina. Giunse anche a violare i patti, trasferendo gli abitanti da una città ad un'altra e facendone saccheggiare i beni, tanto che alcuni lo accusarono di empietà e crudeltà.